# Jonathan Parker
Jonathan Parker (19 mei 1976) is een Britse schaker. Hij is sinds 2001 grootmeester (GM). 
- In 1987 was Parker kampioen van Nottinghamshire[1] en in 1994 werd hij in Edinburgh kampioen van Schotland.[2][1]
- In 1993 werd hij een Internationaal Meester (IM); acht jaar later werd hij grootmeester (GM).
- In het Hastings-toernooi van 1995 eindigde hij op een gedeelde tweede plaats.[3]
- In 1996 was hij juniorenkampioen van Groot-Brittannië in de leeftijdsklasse tot 21 jaar.[4]
- In 1998 werd hij met 7,5 uit 9 winnaar van het Berlijn open[1] waar 430 schakers aan deelnamen.
- In 2006 werd hij in Swansea gedeeld 3e–6e op het kampioenschap van Groot-Brittannië,[5] 1 punt onder de winnaar Jonathan Rowson.